# ينس غراند
ينس غراند (بالألمانية: Jens Grand)‏ هو قسيس دنماركي، ولد في 1260، وتوفي في 30 مايو 1327 في أفينيون في فرنسا.

## وصلات خارجية
- ينس غراند على موقع الموسوعة البريطانية (الإنجليزية)